# علم وراثة كمومي
علم الوراثة الكمية هو دراسة الصفات التي تقاس بشكل مستمر (مثل الارتفاع أو الوزن)، وآلياتها. وهو علم يمكن أن يكون امتداداً للنظرية المندلية البسيطة التي تقول بأن التأثير المشترك لجين أو أكثر من الجينات والبيئات التي يتم تعبيرها فيها تؤدي إلى توزيعات مستمرة من الأنماط الظاهرية (Phenotype).

## المبدأ الأساسي
قيمة النمط الظاهري (Phenotype) (P) للفرد هو الأثر المشترك لقيمة النمط الجيني (Genotype) (G) والانحراف البيئي (Environment) (E):
G + E = P
قيمة النمط الجيني هو الأثر الناتج عن جميع الآثار الوراثية مشتركة، بما في ذلك الجينات النووية والجينات الميتوكوندريا والتفاعلات بين الجينات. يجدر بنا أن نلاحظ أن الرياضيات ترتبط بعلم الوراثة: ووعليه فإن الموجز التالي قد يكون مفيداً. في الكائنات الحية ذات الصبغيات (chromosomes) المضاعفة يتم تمثيل الجينات النووية مرتين في النمط الجيني، مرة من قبل كل من الوالدين خلال التكاثر الجنسي. ويقع كلا الجينات في مكان معين (locus) في الصبغيات المتماثلة (homologous)، واحد من كل من الوالدين. وتسمى الأشكال المؤثرة بالأليلات. إذا كان كل من الأليلات في الجينات لها نفس التأثير المظهري فسيكون الجين متماثلا (heterozygous).